# Warren County, Missouri
Warren County är ett administrativt område i delstaten Missouri, USA, med 32 513 invånare. Den administrativa huvudorten (county seat) är Warrenton.

## Geografi
Enligt United States Census Bureau har countyt en total area på 1 134 km². 1 117 km² av den arean är land och 17 km² är vatten.

### Angränsande countyn
- Lincoln County - norr
- Saint Charles County - öst
- Franklin County - söder
- Gasconade County - sydväst
- Montgomery County - väst

### Orter
- Foristell (delvis i Saint Charles County)
- Marthasville
- Truesdale
- Warrenton (huvudort)
- Wright City